# Ponta Grossa Esporte Clube
Il Ponta Grossa Esporte Clube, noto anche semplicemente come Ponta Grossa, era una società calcistica brasiliana con sede nella città di Ponta Grossa, nello stato del Paraná.

## Storia
Il club è stato fondato il 30 giugno 1994, da un ex presidente di un altro club di Ponta Grossa, l'Operário Ferroviário Esporte Clube. Ha partecipato al Campeonato Brasileiro Série C nel 1997, dove è stato eliminato alla seconda fase. A causa di problemi finanziari, nel 2003 il club aveva ceduto la propria promozione nel Campionato Paranaense all'ADAP, partecipando in quella stagione con il nome di ADAP/Ponta Grossa. Il club fallì nello stesso anno.